# Tamicka Clarke
Tamicka Clarke, född 9 november 1980, är en friidrottare från Bahamas. Hon deltog vid olympiska sommarspelen 2004.